# Maszyna Inżynieryjno-Drogowa

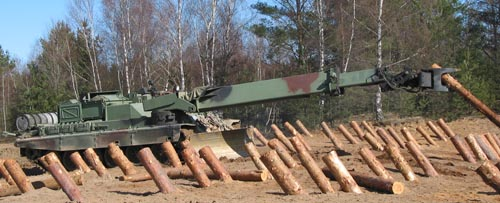
MID podczas prac przy użyciu wysięgnika

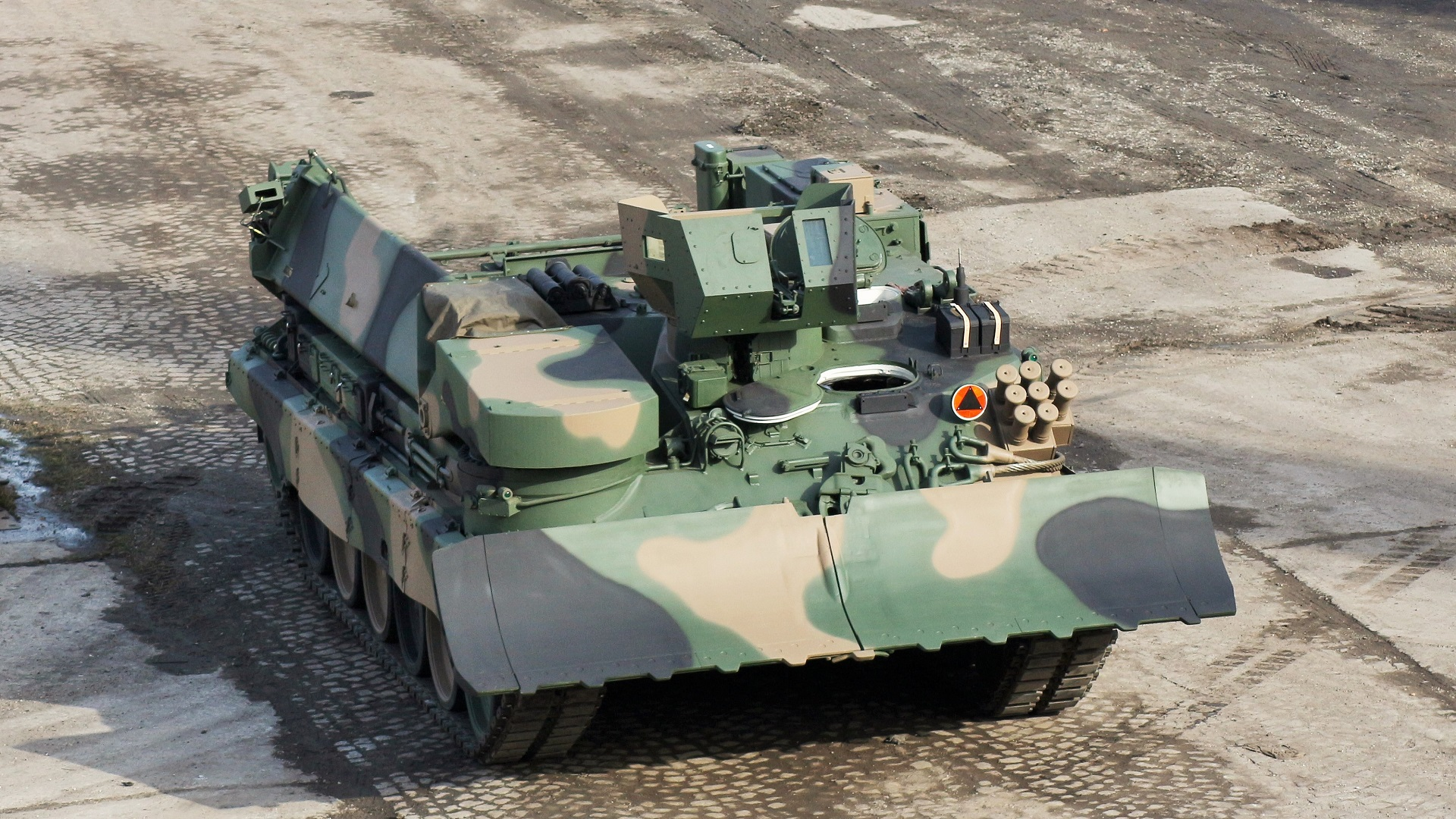
Zmodernizowane maszyny MID-M

Maszyna Inżynieryjno-Drogowa, również MID – czołg saperski produkcji polskiej, będący maszyną inżynieryjno-drogową, opartą na podwoziu wozu zabezpieczenia technicznego WZT-3 oraz zunifikowaną z podwoziem czołgu T-72. Pojazdy MID przeznaczone są do realizacji zadań związanych z zabezpieczeniem działań bojowych, głównie wojsk inżynieryjnych, polegających na zabezpieczenia ruchu wojsk, prac ziemnych, przedsięwzięć ratunkowo-ewakuacyjnych, wykonywania zapór ziemnych oraz wyciągania i holowania niesprawnych pojazdów bojowych.

## Historia rozwoju
W latach siedemdziesiątych XX wieku rozpoczęto prace nad nowym polskim czołgiem saperskim, który miał stanowić podstawowe wyposażenie pododdziałów Inżynieryjnych w Wojsku Polskim. Projekt jednak zarzucono, tak samo jak koncepcję wykorzystania podwozia ciągnika MTS jako podstawę projektu czołgu saperskiego. Ostatecznie w latach osiemdziesiątych XX wieku projekt został także zarzucony. Finalnie zadecydowano się na wykorzystanie wozu zabezpieczenia technicznego WZT-3, powstałego na bazie czołgu podstawowego T-72. Kierowano się tym, by w jak największym stopniu zunifikować flotę maszyn inżynieryjnych z czołgami używanymi w Wojskach Lądowych.
Wstępne wymagania taktyczno-techniczne dla nowo opracowywanego pojazdu powstały w połowie lat 80. XX wieku w Wojskowym Instytucie Techniki Pancernej i Samochodowej, zaś w roku 1988 rozpoczęto prace projektowe nad polskim czołgiem saperskim o kryptonimie Bizon-S w Ośrodku Badawczo Rozwojowym Urządzeń Mechanicznych (OBRUM).
W roku 1991 wybudowano prototyp pojazdu, zaś w następnych latach przeprowadzono próby zakładowe i wojskowe. W 1994 roku wykonano egzemplarz partii próbnej. Produkcję nowych czołgów saperskich pod nazwą Maszyna Inżynieryjno-Drogowa (w skrócie MID – nazwy stosowane są zamiennie) rozpoczęto w 1997 roku w spółce OBRUM Gliwice. Pierwszy egzemplarz trafił do służby w Wojskach Lądowych dopiero w 2000 roku. Spowodowane było to głównie wysokimi kosztami niskoseryjnej produkcji maszyn. W latach 2000–2005 do Sił Zbrojnych Rzeczypospolitej Polskiej trafiło łącznie tylko 7 czołgów saperskich MID.
Na mocy podpisanego kontraktu z 2003 roku do Sił Zbrojnych Malezji, prócz czołgów PT-91M trafiły wozy zabezpieczenia technicznego WZT-4, mosty towarzyszące PMC-90, ale także trzy Maszyny Inżynieryjno-Drogowe w wersji MID-M. Malezyjską wersję MID-a oparto na opracowanym także dla kontraktu malezyjskiego wozie zabezpieczenia technicznego WZT-4.
Na mocy umowy z 2019 roku modernizacji poddano 5 pojazdów eksploatowanych przez Wojsko Polskie, doprowadzając je do standardu MID-M. W kwietniu 2021 poinformowano o przekazaniu armii pierwszego zmodernizowanego pojazdu.

## Konstrukcja
Maszyna Inżynieryjno-Drogowa MID zbudowana została na podwoziu wozu zabezpieczenia technicznego WZT-3, dziedzicząc tym samym analogiczny układ kadłuba pierwowzoru. Pojazd przystosowany jest do pracy w warunkach bojowych, trudnym terenie, trudnych warunkach atmosferycznych oraz na obszarach skażonych w wyniku użycia broni masowego rażenia. Wyposażenie specjalistyczne umożliwia prowadzenie prac takich jak: zabezpieczenie ruchu wojsk, prace ziemne, np.: wykonywanie przepraw, zasypywanie lejów, przygotowanie ukryć dla sprzętu i pojazdów, prace ratunkowo-ewakuacyjne uszkodzonych pojazdów, wykonywanie zapór niewybuchowych, prace przeładunkowe, wyciąganie i holowanie niesprawnych pojazdów bojowych. Jednocześnie pojazd nie stracił cech pojazdu zabezpieczenia technicznego dla czołgów podstawowych.
Kadłub pojazdu spawany jest z blach stalowych. Opancerzenie pojazdów chroni załogę i wnętrze pojazdu przed pociskami z broni strzeleckiej i odłamkami pocisków artyleryjskich. Konstrukcja kadłuba MID oparta ma podwozie gąsienicowe składające z 2 par po 6 kół nośnych zawieszonych na wałkach skrętnych. Wozy mają klasyczny układ przedziałów: z przodu przedział załogi i kierowania, pośrodku ładunkowy i specjalistyczny, zaś z tyłu przedział napędowy. Z przodu kadłuba mocowany jest lemiesz, a z boku, po prawej stronie kadłuba znajduje się specjalistyczny wysięgnik-manipulator. Wozy wyposażono w niezależny APU.
Napęd czołgu stanowi 12-cylindrowy silnik wysokoprężny W-46-6 o mocy 780 KM, który dodatkowo wyposażony jest w termiczny agregat dymotwórczy. Zapas paliwa wynosi 520 litrów.
Uzbrojenie pojazdów MID stanowi wielkokalibrowy karabin maszynowy WKM-B kalibru 12,7 mm z celownikiem kolimatorowym K10T. Z przodu kadłuba zamocowano 12 wyrzutni granatów dymnych 902A. Dodatkowo wozy wyposażono w przyrząd rozpoznania skażeń GO-27 lub Tafios.
Na system łączności składa się radiostacja R173 z odbiornikiem R-173P i telefon wewnętrzny R-124 lub R-174 w wersjach starszych. Wozy nowszej wersji wyposażono w radiostację RRC oraz cyfrowy system łączności wewnętrznej Fonet, produkowany przez przedsiębiorstwo WB Electronics. Wyposażenie do obserwacji otoczenia zunifikowane jest z czołgami T-72. Składa się ono z peryskopów do obserwacji za dnia TNPO-160, TNPO-168W dla kierowcy oraz TNP-165A i TNPA-65. W nocy stosowane są aktywne noktowizory TKN-3 i TWNE-4B lub też noktowizory pasywne POD-72 przeznaczony dla dowódcy i PNK-72 Radomka dla kierowcy.
Na specjalistyczne wyposażenie pojazdów składają się m.in. specjalistyczny wysięgnik-manipulator o maksymalnej wysokości ramienia 7,75 m, długości maksymalnej 7,94 m oraz minimalnej długości 5,94 m. Wysięgnik ma wymienny osprzęt w postaci łyżki koparkowej o pojemności 0,96 m³ i szerokości 0,92 m, chwytaka szczękowego o maksymalnym rozwarciu 1 m i udźwigu 3 ton bądź też zrywaka o długości 0,45 m. Dodatkowo wozy mają z przodu kadłuba lemiesz o szerokości 4,2 m i wysokości wynoszącej 0,9 m, oraz zawiesie linowe o udźwigu 7 ton, dwie wyciągarki o uciągu 900 i 20 kN, które mają linę długości odpowiednio 200 i 400 m, oraz inne wyposażenie specjalistyczne.
Nowocześniejsza wersja oznaczona jako MID-M wyeksportowana została do Malezji.

### MID-M
Wozy wyeksportowane do Malezji, jak i 5 sztuk eksploatowanych przez Wojsko Polskie, które oznaczone zostały jako MID-M, mają szereg zmian. Zmodyfikowano w nich układ napędowy o mocy silnika podniesionej do 850 KM. Zmodernizowano także układ jezdny poprzez wprowadzenie nowych amortyzatorów wraz z układem pneumatycznym z trzystopniową regulacją sztywności zawieszenia. Wozy MID/MID-M eksploatowane w Wojskach Lądowych oraz MID-M używane w Malezji różnią się zestawem wyposażenia oraz konstrukcją podwozia – polskie pojazdy zbudowano na bazie wozów WZT-3, zaś malezyjskie na bazie WZT-4.
Wozy MID podnoszone do standardu MID-M mają wymienioną instalację elektryczną oraz nowe oświetlenie wykonane w technologii LED. Kierowca otrzymał nową tablicę ze wskaźnikami cyfrowymi. Dodatkowo pojazdy zyskały kilka nowych elementów wyposażenia, m.in. wiertnicę umożliwiającą wykonywanie otworów o średnicy 200 mm i do głębokości 2,5 m w twardych podłożach, układ pozycjonowania lemiesza, pomocniczy agregat prądotwórczy o mocy 5 kW, kamerę zainstalowaną na wysięgniku, dzienno-nocną kamerę cofania i system łączności wewnętrznej Fonet wraz z nową radiostacją systemu PR4G.

## Użytkownicy
- Polska – jednostki inżynieryjne Wojsk Lądowych używają obecnie 9 wozów w wersji MID[6]. W 2019 roku podpisano umowę na modernizację 5 wozów do standardu MID-M, pierwszy przekazano w kwietniu 2021 roku[6].
- Malezja – 3 wozy w wersji MID-M, zbudowane na bazie wozów WZT-4. Pojazdy zakupiono na mocy kontraktu z 2003 roku, w ramach którego tamtejsze siły zbrojne zakupiły 48 czołgów podstawowych PT-91M, 6 wozów zabezpieczenia WZT-4, 5 mostów towarzyszących PMC-Leguan oraz inne wyposażenie towarzyszące[3].